# Rosttöpfer

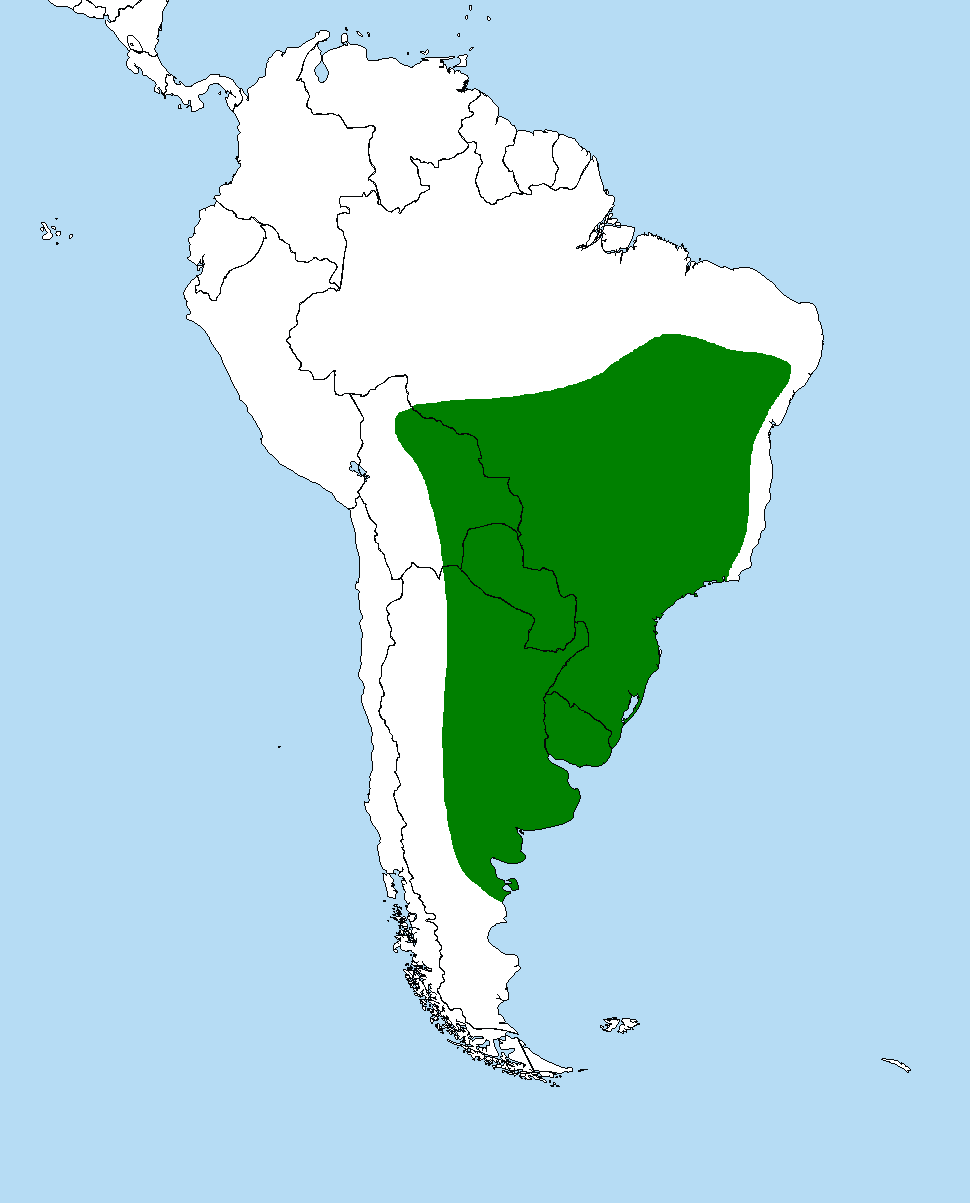
Das Verbreitungsgebiet des Rosttöpfers

Der Rosttöpfer (Furnarius rufus), auch Töpfervogel oder Lehmhans genannt, ist eine südamerikanische Art der Familie der Töpfervögel (Furnariidae).

## Merkmale
Der Rosttöpfer wird 19–22 cm lang und 18–49 g schwer. Das Erscheinungsbild ist eher schlicht: beide Geschlechter haben eine braune Oberseite, und hellbraune Unterseite. Mit ihren dünnen Beinen und der großen Schrittweite sind sie gut der Nahrungssuche am Boden angepasst.
Bei der südamerikanischen Bevölkerung kann sich die Art größerer Beliebtheit erfreuen, da ihr heller Gesang allgemein als melodisch empfunden wird. Oft kann man in größeren Städten die Vögel stundenlang vernehmen, wobei die Paare meistens im Duett singen. Dabei beginnt das Männchen, kurz darauf fällt das Weibchen ein, allerdings mit einem anderen Rhythmus. Der Gesang wird dabei immer schneller und erreicht selbst für hochmusikalische Menschen kaum spielbare rhythmische Verhältnisse wie 2:7 oder 3:10. Forscher der Universität in Buenos Aires und der Universität in San Diego fanden heraus, dass diese Rhythmen durch eine Überlagerung der Schwingungen in den Stimmorganen der Vögel zustande kommen.
Dabei regt die eine Schwingung die andere an – ähnlich wie zwei pendelnde Gewichte in einem Mobile ihre Bewegung beeinflussen. Mithilfe mathematischer Modelle konnten die Forscher eine solche Überlagerung simulieren und erhielten dabei ähnliche rhythmische Verhältnisse wie bei den Vogelduetten.

## Verbreitung und Lebensraum
Das Verbreitungsgebiet erstreckt sich über Brasilien, Bolivien, Paraguay, Uruguay und Argentinien. Sie bevorzugen offenes Gelände, Sumpflandschaften und sind auch in Menschennähe ansässig. Die Art ist nach aktuellen Einstufung nicht bedroht.

## Lebensweise

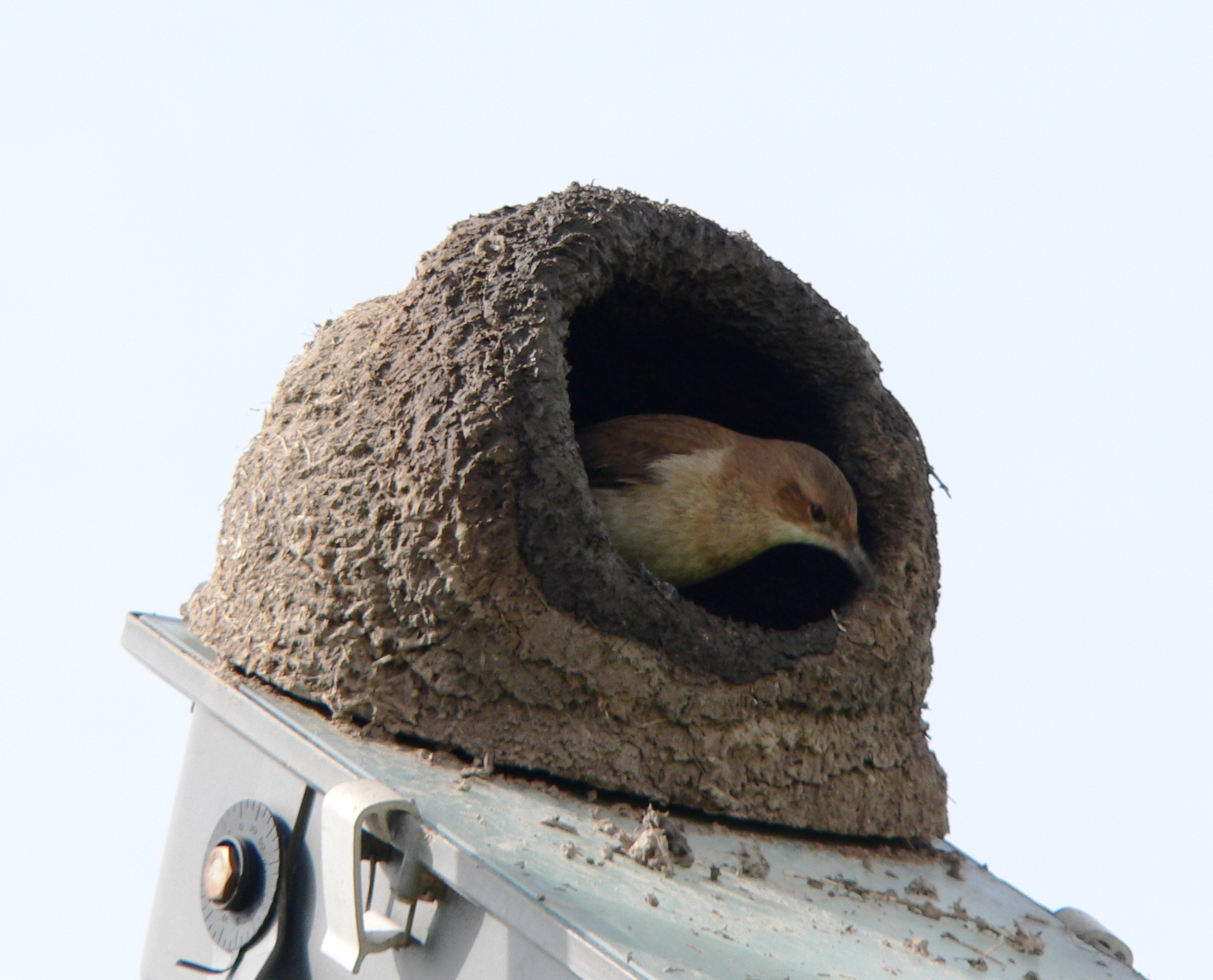
Rosttöpfer beim Nestbau auf einer Laterne

Die tagaktiven Rosttöpfer leben in Dauerehen. Im Allgemeinen sind sie sehr scheu, allerdings haben sie sich in Siedlungsgebieten an die Menschen gewöhnt.

### Fortpflanzung und Nestbau

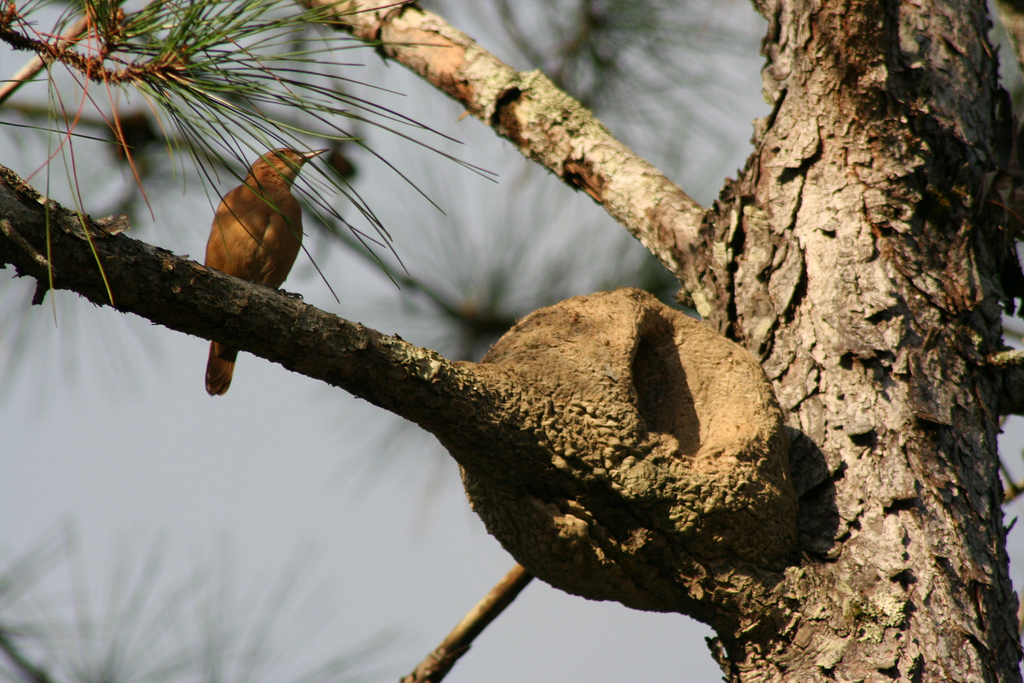
Rosttöpfer mit Nest in Argentinien

Die Brutzeit der Rosttöpfer beginnt in den letzten Winterwochen. Ihr 3–5 kg schweres Nest bauen sie entweder auf Bäumen, Zaunpfählen oder Hausgiebeln. Beim Nestbau helfen beide Elternteile mit, wobei jeder Partner etwa 1500 Portionen Lehm und Pflanzenfasern holen muss, bis das Nest fertiggestellt ist. Der Lehm wird von der Sonne steinhart, so dass es bis zu drei Jahren hält, bevor er durch den Regen so aufgeweicht ist, dass es nicht mehr nutzbar ist. Trotzdem bauen die Eltern jedes Jahr ein neues Nest, manchmal genau über dem alten, das inzwischen von anderen Vögeln oder Insekten bewohnt wird. Der Innenraum des Nestes wird mit Federn und Gras ausgelegt, bevor das Weibchen drei bis fünf weißliche Eier legt, die etwa 20 Tage bebrütet werden. Nach einer Nestlingsdauer von 18 Tagen werden die Jungvögel flügge, aber bleiben noch ca. zwei Monate bei ihren Eltern.
Die Lehmnester werden auch von anderen Vogelarten genutzt. So brütet beispielsweise der Brasilzwergkauz in alten Lehmnestern des Rosttöpfers.
Rosttöpfer sind schnell anpassungsfähig; Rosttöpfer, die in von Menschen bewohnten Gegenden wohnen, verzichten mitunter auf einen Nestbau, wenn sie in oder bei menschengemachten Bauten geeignete Plätze zum Brüten finden.

### Nahrung
Die Nahrung der Rosttöpfer besteht aus Würmern, Insekten und Larven. Bei ihrer Nahrungssuche durchstöbern sie den Boden unter Gebüschen. Insgesamt kann man das Nahrungsverhalten mit dem der heimischen Amsel vergleichen.

## Unterarten
Es werden folgende Unterarten unterschieden:
- Furnarius rufus commersoni Pelzeln, 1868[4] kommt im zentralen und östlichen Bolivien, im südwestlichen Brasilien und dem nordwestlichen Argentinien vor.
- Furnarius rufus paraguayae Cherrie & Reichenberger, 1921[5] ist in Paraguay und dem nördlichen Argentinien verbreitet.
- Furnarius rufus rufus (Gmelin, JF, 1788)[6] kommt im südöstlichen Brasilien, in Uruguay bis ins zentrale Argentinien vor.
- Furnarius rufus albogularis (Spix, 1824)[7] ist im östlichen Brasilien verbreitet.

Furnarius rufus schuhmacheri Laubmann, 1933 wird heute als Synonym zu F. r. commersoni betrachtet.

## Etymologie und Forschungsgeschichte
Die Erstbeschreibung des Rosttöpfers erfolgte 1793 durch Johann Friedrich Gmelin unter dem wissenschaftlichen Namen Merops rufus. Als Verbreitungsgebiet nannte er den Buenos Aires. 1816 führte Louis Pierre Vieillot die Gattung Furnarius ein. Der Begriff leitet sich von lateinisch furnarius, furnus ‚Bäcker, Ofen‘ ab. Der Artname »rufus« leitet sich aus lateinisch rufus ‚rot, rötlich, rotbraun‘ ab. Commersoni ist Philibert Commerson (1727–1773) gewidmet. Paraguayae bezieht sich auf das Land Paraguay. Schließlich ist albogularis ein Wortgebilde aus lateinisch albus ‚weiß‘ und lateinisch -gularis, gula ‚-kehlig, Kehle‘. Laubmann sah in seinem Werk Die Vögel von Paraguay in Furnarius rufus paraguayae die einzige Unterart für das Land. Neben einigen Exemplaren der Gran-Chaco-Expedition gesammelt durch Hans Krieg (1888–1970) und Eugen Josef Robert Schuhmacher (1906–1973) identifizierte er viele weiter Nachweise in der Literatur für Paraguay. Auch Batara del honero von Félix de Azara zähle er zu den Nachweisen. Schumacheri ehrt den bereits erwähnten Sammler für Laubmann.